# ديسلفيرام
الدِّيسلفيرام (ثُنائي السَّلفيرام) Disulfiram دواء لعلاج الإدمان الكحولي, وهو رادِعٌ لتَناول الكُحول alcohol deterrents، يَعمل كمُثبِّط لنازِعَة هيدروجينِ الأَلدَهيد [إِنزيم] aldehyde dehydrogenase inhibitor. (يباع تحت أسماء تجارية Antabuse و Antabus) هو دواء اكتشف في  1920
وأفادت العديد من الدراسات أنه يحتوي على مضاد الأوالي للنشاط،

## استخدام الدواء

### إدمان الكحول
التعريف الطبي لإدمان الكحول يعرفه على أنه مرض ناتج عن الاستخدام المستمر للكحول على الرغم من العواقب السلبية التي يحدثها وهو أحد أنواع الإدمان ويتمثل بفقد القدرة على التحكم بتناول الكحول،
الكحول يثبط الجملة العصبية المركزية ويؤثر على عدد من النواقصبية الدماغية بما فيها دوبامين|الدوبامين والغاما أمينو بوتيرك أسيد GABA، ون- ميتيل -د- أسبارتات NMDA، والغلوتامات والسيروتينين والبيبتيدات الأفيونية كما يؤثر على مستقبلات هذه النواقل العصبية.
في الظروف العادية يتم كسر الكحول في عملية التمثيل الغذائي

### السرطان
البروتيزومات (بالإنجليزية: Proteasomes) معقدات بروتينة كبيرة تتواجد في حقيقيات النوى والعتائق وأيضاً في بعض أنواع الجراثيم. تتضخم البروتيزومات في النواة والسيتوبلازما عند حقيقيات النوى
عندما يخلق ديسفلفرام مع المعقدات المعدنية (كمعقدات دي ثيوكربامات)، يصبح مثبط للبروتيزمات 

## الجرعة
يُعطى الدَّواءُ للبالغين عن طَريق الفَم بعدَ أن يمتنعَ المريضُ عن الكُحول لما لا يقلُّ عن 12 ساعة، وذلك بمقدار 250 ملغ/اليوم (125-500 ملغ وسطياً)، وتستمرُّ المعالجةُ إلى أن يصبح المريضُ قادراً على التحكُّم بنفسه، وربَّما يستغرق الأمرُ شهوراً وحتَّى سنوات.
- لا يجوز تناولُ هذا الدَّواء لمدَّة 12 ساعة على الأقل بعد تعاطيه للكحول. الأقراصُ يمكن طحنُها أو سحقها وخلطُها مع الطَّعام أو الشراب «السوائل».

## آلية عمل الدواء
يَعمل ثُنائي السلفيرام عن طريق منع أكسدَة الكُحول في الجسم. لذلك، يُسبِّب تَأثيراتٍ جانبية إذا كان المَريضُ مدمناً للكحول.

## الاعراض الجانبية
- الشُّعور بالدُّوار أو الدوخة، أو النُّعاس، أو تَشوُّش أو تغيُّم الرؤية، أو تغيُّر في طريقة التفكير. لذلك، يجب تجنُّبُ القيادة، وتجنُّب القيام بالمهام والأنشطة التي تحتاج إلى يقظة ورؤية واضحة حتَّى يظهر مدى تأثير هذا الدَّواء في المريض.
- صُداع، ويمكن عِلاجُه بمسكِّنات الآلام البَسيطَة.[8]
- مَذاق غير طَبيعي، ويعود إلى طَبيعتِه مرَّةً أخرى في الغالب.[9]
- يندر أن تحدثَ الإصابةُ بتلفٍ في الكبد.

## تداخل الدواء مع الأدوية الاحرى
لا ينبغي أن يُستخدمَ هذا الدَّواءُ مع الأدويَة التَّالية بسبب إمكانيَّة حدوث تفاعلاتٍ خطيرة جداً:
- المنتجات الدَّوائية المحتوية على الكُحول (مثل بعض أدوية السُّعال ونزلات البرد).
- مُثبِّطات البروتياز protease inhibitors التي تُعالَج بها العَدوى بفيروس الإيدز، مثل الأَمبرينافير Amprenavir والأَتازانافير Atazanavir واللُّوبينافير Lopinavir والرِّيتونافير Ritonavir ... إلخ.
- الميترونيدازول Metronidazole (دَواءٌ مُضادٌّ للجراثيم والأَميبات).
- بعض مُضادَّات الاكتئاب، مثل الأميتريبتيلين Amitriptyline والإيميبرامين Imipramine.
- الوارفارين Warfarin (دَواءٌ مانِع لتخثُّر الدَّم).
- الفينيتوئين Phenytoin (دَواءٌ مُضادٌّ للصَّرع ولاضطِرابِ نَظمِ القَلب).
- الإِيزونيازيد Isoniazid (دواء للسُّل).
- الثيوفيلين Theophylline (مُوَسِّعٌ للقَصبات).
- الكافيين Caffeine.

هذه القائمةُ ليست كاملةً، فقد توجَد عَقاقيرُ أخرى تَتَفاعل مع هذا الدَّواء. لذلك، يجب إخبارُ الطَّبيب أو الصَّيدلانِي عمَّا يتناوله المريضُ من أدوية أخرى، بما فيها تلك الأدويةُ التي تُشتَرى من دون وصفة طبِّية والأدويةُ العشبية، قبل بَدء العلاج بهذا الدَّواء. وبالمثل، يجب التحقُّقُ دائماً من الطَّبيب أو الصَّيدلانِي قَبلَ تناول أيَّة أدوية جَديدة.

## وصلات خارجية
- Toxicity, Mushroom - Disulfiramlike Toxins في موقع إي ميديسين
- CDC - NIOSH Pocket Guide to Chemical Hazards